# Josh Kelley
Josh Kelley, född den 30 januari 1980 i Augusta, Georgia, är en amerikansk singer/songwriter och skådespelare. Kelley började sin karriär som pop- och rockartist med att ge ut sitt första album år 2001, men gick år 2010 över till mer country- och countryblues-influerad musik. Han har till och med 2011 utgivit sju album; det senaste, Georgia Clay, innefattar en singel med samma namn som nådde topp 20 på den amerikanska Billboardlistans Hot Country Songs.
Kelley är gift med skådespelerskan Katherine Heigl sedan 2007, och tillsammans har de två adopterade flickor samt en egen son.

## Diskografi
Album
- 2003 – For the Ride Home
- 2005 – Almost Honest
- 2006 – Just Say the Word
- 2008 – Special Company
- 2008 – Backwoods
- 2008 – To Remember
- 2011 – Georgia Clay

EP
- 2005 – Josh Kelley Live Session EP
- 2010 – Georgia Clay

Singlar
- 2003 – "Amazing"
- 2004 – "Everybody Wants You"
- 2005 – "Only You"
- 2005 – "Almost Honest"
- 2006 – "Get with It"
- 2006 – "Pop Game"
- 2006 – "Just Say the Word"
- 2008 – "Unfair"
- 2009 – "To Remember"
- 2010 – "Georgia Clay"
- 2011 – "Gone Like That"